# 黑根施維爾
黑根施維爾（德語：Häggenschwil）是瑞士的城鎮，位於該國東北部，由聖加侖州負責管轄，面積9.1平方公里，海拔高度565米，2011年人口1,200，七成人口信奉羅馬天主教，人口密度每平方公里132人。

## 外部連結
- Official website（页面存档备份，存于） （德文）